# Eudoxa
Eudoxa è un think tank fondato nell'anno 2000 a Stoccolma atto a promuovere idee liberali in Svezia e in Europa, attraverso una discussione sugli effetti sociali della scoperte scientifiche e le innovazioni tecnologiche.
Promuove l'uso libero della biotecnologia, della nanotecnologia e del clonaggio; è a favore della libertà di Internet e discute la liberalizzazione della medicina e dei farmaci. L'istituto ha anche aperto discussioni sulla sanità pubblica, lavorando per la legalizzazione dello snus nell'Unione europea.
Ha organizzato un seminario svolto interamente nel mondo virtuale di Second Life sull'isola Uvvy.

Chiuso nel 2016